# 细叶嵩草炭黑粉菌
细叶嵩草炭黑粉菌（学名：Anthracoidea filifoliae）是属于黑粉菌目炭黑粉菌科炭黑粉菌属的一种真菌，寄生在嵩草属植物上。该种分布于中国。